# Sierra de Yeguas
Sierra de Yeguas é um município da Espanha na província de Málaga, comunidade autónoma da Andaluzia, de área 86 km² com população de 3418 habitantes (2004) e densidade populacional de 38,38 hab/km².

## Demografia
| Variação demográfica do município entre 1991 e 2004 | Variação demográfica do município entre 1991 e 2004 | Variação demográfica do município entre 1991 e 2004 | Variação demográfica do município entre 1991 e 2004 |
| --------------------------------------------------- | --------------------------------------------------- | --------------------------------------------------- | --------------------------------------------------- |
| 1991                                                | 1996                                                | 2001                                                | 2004                                                |
| 3165                                                | 3203                                                | 3260                                                | 3299                                                |